# DR-Baureihe E 251
Die Elektrolokomotiven der DR-Baureihe E 251 (ab 1970: 251, ab 1992: 171) entsprachen aufgrund ihrer abweichenden technischen Merkmale bezüglich des Stromsystems nicht dem Standard des Lokomotivparks der Deutschen Reichsbahn und später der Deutschen Bahn AG.
Sie wurden nur auf der Strecke Blankenburg (Harz) – Königshütte (Rübelandbahn) eingesetzt. Da diese Strecke große Steigungen aufweist und weil schon vor Beginn der Elektrifizierungsarbeiten klar war, dass sie auf absehbare Zeit ein elektrischer Inselbetrieb bleiben würde, wurde sie 1965 abweichend vom restlichen deutschen Fernbahnnetz statt mit 15 kV bei 16⅔ Hz mit 25 kV bei 50 Hz elektrifiziert und aus dem Landesnetz gespeist.
Die 15 Co’Co’-Maschinen wurden vom Lokomotivbau Elektrotechnische Werke „Hans Beimler“ Hennigsdorf geliefert und bei der Reichsbahn als E 251 001 bis 015 geführt.

## Einsatz
Von den ehemals 15 Lokomotiven wurden 11 Stück bis zum Dezember 2004 im Güterverkehr auf der Rübelandbahn eingesetzt. Sie waren bis dahin im Bw Blankenburg stationiert. Die Bespannung von Reisezügen wurde bereits im Jahr 2000 eingestellt, weil das Eisenbahn-Bundesamt für den Betrieb von Personenzügen den Einbau der Türsteuerung TB0 forderte. Eine Lösung für TB0 wurde aus Kostengründen nicht erarbeitet. Auch eine Sifa wurde in diesen Fahrzeugen erst ab 1998 eingebaut, da der im Steilstreckenbetrieb vorgeschriebene Beimann diese zunächst verzichtbar machte.
Bis auf 171 001 und 171 002, die in den Ursprungszustand zurückversetzt wurden und unter Denkmalschutz stehen, wurden fast alle Lokomotiven in das ehemalige Bw Zwickau überführt, wo sie auf ihren Verkauf nach Südosteuropa warteten. Da Tests mit der 171 008 in Rumänien nicht den gewünschten Erfolg brachten und der beabsichtigte Verkauf nicht zustande kam, wurden die in Zwickau hinterstellten Maschinen im Jahr 2011 verschrottet.

## Mechanischer Teil
Äußerlich sind die sechsachsigen Lokomotiven stark an den vierachsigen der Baureihen E 11 und E 42 orientiert, mechanisch und elektrisch gibt es jedoch kaum Gemeinsamkeiten. Rahmen und Wagenkasten bilden eine Schweißkonstruktion. Der Rahmen besteht aus zwei Seitenlangträgern mit Querträgern am Kopfende, dem Transformator und an den Drehzapfen. Die Querträger an den jeweiligen Kopfenden beinhalten sowohl die Zug- und Stoßeinrichtungen als auch die fest installierten Bahnräumer. Die Seitenwände des Maschinenraums sind aus einem Gerippe aus Abkantprofilen aufgebaut, welche mit Blech verkleidet sind. Die Seitenwände werden durch Dachlängsträger nach oben hin abgeschlossen. Zwei Dachquerträger unterteilen das Dach in drei abnehmbare Hauben, auf denen die Stromabnehmer, sowie weitere Hochspannungskomponenten montiert sind.
Die beiden Drehgestelle sind als geschweißte, geschlossene Rahmenkonstruktion ausgeführt. Die beiden Drehgestell-Langträger sind über zwei Kopfquerträger, einen Drehzapfenquerträger und einen  Motorquerträger verbunden. In den Drehzapfenquerträger taucht der Drehzapfen ein, welcher die horizontalen Kräfte zwischen Drehgestell und Wagenkasten aufnimmt. Der Wagenkasten wird durch vier in Federtöpfen gelagerte Schraubenfedern auf den Drehgestellen abgestützt. Im Drehgestell selbst werden die Radsätze durch Blattfedern und Gummielemente abgefedert. Die Tragfedern der Radsätze 2 und 3 sowie 4, 5 und 6 sind durch Ausgleichshebel verbunden. Die Drehgestellrahmen sind mit einer Ausgleichskupplung verbunden, damit stützt sich die Lokomotive in vier Punkten ab. Zusätzlich ist ein Drehgestell schwimmend gelagert und kann mehrere Zentimeter zur Seite ausweichen. Die Radsätze, vor allem die Mittelradsätze, sind stark seitenverschiebbar. Da die Höchstgeschwindigkeit mit 80 km/h geringer ist als bei den Schwesterbaureihen 211 und 242, wurden Tatzlagerantriebe verwendet.

## Elektrischer Teil
Auf dem Dach der Lokomotive sind zwei Scherenstromabnehmer platziert, welche elektropneumatisch betätigt werden. Ein vom Maschinenraum aus betätigter Dachtrennschalter ermöglicht es, einen oder beide Stromabnehmer von der Dachleitung zu trennen. Die Dachleitung führt über den Oberspannungswandler zum Drucklufthauptschalter, der für eine Nennschaltleistung von 250 MVA ausgelegt ist. Auf dem Dach ist des Weiteren noch der Überspannungsableiter und ein Durchführungsstromwandler angeordnet.
Der Haupttransformator ist als Öltransformator mit zwangsweiser Ölumlaufkühlung und Fremdbelüftung ausgeführt. Er weist eine Traktionsleistung von 4360 kVA, eine Zugheizleistung von 460 kVA und eine Hilfsbetriebeleistung von 150 kVA auf. Der Haupttransformator ist aus einem Spartransformator mit 34 Anzapfungen und je zwei Primär- und Sekundärwicklungen ohne Anzapfungen aufgebaut. Das Hochspannungsschaltwerk besteht aus einem Stufenwähler, welcher leistungslos die einzelnen Hochspannungsanzapfungen wählt und mittels Lastschalter schaltet. Zur unterbrechungsfreien Umschaltung werden Widerstände eingesetzt. Am Ausgang des Schaltwerks liegen so Spannungen zwischen 0 und 15 kV an. Diese werden über die anschließenden Primär-/Sekundärwicklungen heruntertransformiert und den Gleichrichtern zugeführt. Das Hochspannungsschaltwerk bildet mit dem Haupttransformator eine bauliche Einheit und wird motorisch angetrieben.
Die Lokomotiven verfügen über zwei Gleichrichterschränke, die jeweils die drei Fahrmotoren eines Drehgestells speisen. Die Siliziumdioden eines Schrankes bilden je eine ungesteuerten Brückengleichrichter, die pro Strang aus sechs in Reihe und acht parallel geschaltete Dioden aufgebaut sind. Die Gleichrichter liefern eine periodisch schwankende Gleichspannung (sog. Wellenstrom), welcher mithilfe der anschließenden Glättungsdrosseln mit einer Induktivität von 13,5 mH geglättet wird.
Die sechs Fahrmotoren sind als Wellenstrom-Reihenschlusskommutatormotoren mit Erreger-, Kompensations- und Wendepolwicklung ausgeführt. Die drei Fahrmotoren eines Drehgestells sind mit einem pneumatisch betätigten Fahr-Brems-Richtungswender verbunden und werden von einem gemeinsamen Fahrmotorlüfter gekühlt. Die Fahrmotoren können einzeln mittels Motortrennschützen abgeschaltet werden.
Alle Maschinen besitzen eine fremderregte Widerstandsbremse. Hierbei wird ein Fahrmotor als Erreger-Generator aus dem Hilfsbetriebenetz fremderregt und der am Anker abgegriffene Strom zur Erregung von vier Fahrmotoren genutzt. Die Anker dieser als Brems-Generatoren genutzten Motoren sind jeweils zu Zweit in Reihe mit einem Bremswiderstand geschaltet. Die elektrische Bremsleistung wird durch Regelung des Erregerstroms des Erreger-Generators stufenlos geregelt. Die Bremswiderstände haben eine Leistung von zweimal 400 kW und sind in Turmbauform ausgeführt. Gekühlt werden die Bremswiderstände durch Axiallüfter.
Die von der Lokomotive in die Zugsammelschiene eingespeiste Heizspannung beträgt – abweichend vom sonst in Deutschland üblichen Wert (1000 V für mit 15 kV bei 16,7 Hz elektrifizierte Bahnen) – 1500 V. Dies entspricht der internationalen Norm für mit 25 kV bei mit 50 Hz elektrifizierten Bahnen.
Die Hilfsbetriebe der Lokomotiven werden aus den beiden Hilfsbetriebewicklungen des Haupttransformators gespeist. Mithilfe eines Arnó-Umformers wird ein Dreiphasen-Wechselstrom erzeugt, wodurch für die Hilfsbetriebe Drehstrommotoren genutzt werden können. Dies sind der Hauptkompressor-, der Ölpumpen-, der Fahrmotorlüfter-, der Bremswiderstandslüfter- und der Gleichrichterlüftermotor. Aus diesem Hilfsbetriebenetz wird außerdem das Steuerstromversorgungsgerät gespeist, welches 110 V Gleichspannung bereitstellt. Diese wird in die Fahrzeugbatterie gespeist und dient zur Versorgung der gesamten Fahrzeugsteuerung. Auch die Fahrzeugbeleuchtung wird aus dem Gleichspannungsnetz versorgt.

## Farbschemata
Ursprünglich waren die fünfzehn Maschinen wie alle DR-Elloks grün mit schwarz abgesetztem Rahmen und grauem Dach lackiert, die Drehgestelle waren rot. Ab Mitte der 1970er Jahre erhielten sie einen bordeauxroten Anstrich mit einem breiten elfenbeinfarbenen Zierstreifen, die Drehgestelle einen grauen.
Der Zierstreifen wurde später an den Seitenwänden wesentlich schmaler ausgeführt. Nach dem Übergang in die Deutsche Bahn AG fand zunächst eine Lackierung in Orientrot, anschließend in Verkehrsrot statt.
Die Maschinen 171 001 sowie 002 sind mittlerweile als Museumslokomotiven wieder in grüner Farbgebung mit schwarz abgesetztem Rahmen und roten Drehgestellen anzutreffen.

## Verbleib
Die E 251 001 und 002 sind heute designierte Museumslokomotiven und unter Denkmalschutz. Nachdem beide Maschinen mehrere Jahre vor dem Bahnbetriebswerk Blankenburg (Harz) standen, wurde die E 251 001 nach Lutherstadt Wittenberg überführt. Die 171 012 gelangte in die Obhut des Thüringer Eisenbahn-Vereines. Dort kümmert man sich um die Erhaltung der Lokomotive, die bei diversen Festen präsentiert wird. Alle anderen Exemplare der Baureihe 171 wurden nach Auflösung des Einsatzbestandes durch die damalige Railion Deutschland AG in das ehemalige Bw Zwickau überführt.
Der Lokzug (bestehend aus den 171 011, 009, 003, 008, 004, 014, 013 und 005) gelangte am 13. April 2005 nach Halle, von wo aus er am 21. April 2005 weiter nach Zwickau fuhr. Am 9. Februar 2006 wurde die 171 008 von Zwickau nach Dresden-Friedrichstadt überführt, wo auf der Unterflurdrehbank die Radsätze bearbeitet wurden. Anschließend wurde sie nach Regensburg-Hafen abgefahren und gelangte weiter nach Rumänien. Dort war sie an das Logistic Center Bulgaria Branch vermietet und wurde 2011 zerlegt.
Auch den übrigen in Zwickau hinterstellten Maschinen war dieses Schicksal zugedacht, sie sollten in Rumänien ebenfalls bei einer Railion-Tochtergesellschaft eingesetzt werden. 2010 sind die in Zwickau hinterstellten Fahrzeuge jedoch an einen Schrotthändler in Espenhain verkauft worden.
- 171 001 – als technisches Denkmal in den Auslieferungszustand versetzt (grün) – Lutherstadt Wittenberg
- 171 002 – als technisches Denkmal in den Auslieferungszustand versetzt (grün) – Blankenburg (Harz)
- 171 003 – verkehrsrot – verschrottet in Espenhain
- 171 004 – verkehrsrot – verschrottet in Espenhain
- 171 005 – orientrot – verschrottet in Espenhain
- 171 006 – verschrottet in Blankenburg (Harz)
- 171 007 – verschrottet in Blankenburg (Harz)
- 171 008 – verkehrsrot, Pirdop in Bulgarien, Lokomotive war nach Timişoara in Rumänien überführt worden, um Tests zur Weiterverwendung der Baureihe durchzuführen – verschrottet in Pirdop (Bulgarien)
- 171 009 – orientrot – verschrottet in Espenhain
- 171 010 – verschrottet im Aw Stendal
- 171 011 – orientrot – verschrottet in Espenhain
- 171 012 – bordeauxrot – Museumslokomotive des TEV Weimar
- 171 013 – verkehrsrot – verschrottet in Espenhain
- 171 014 – verkehrsrot – verschrottet in Espenhain
- 171 015 – verschrottet im Aw Dessau

Fett: Lokomotive existiert noch, kursiv: Verbleib (Stand: 2017)

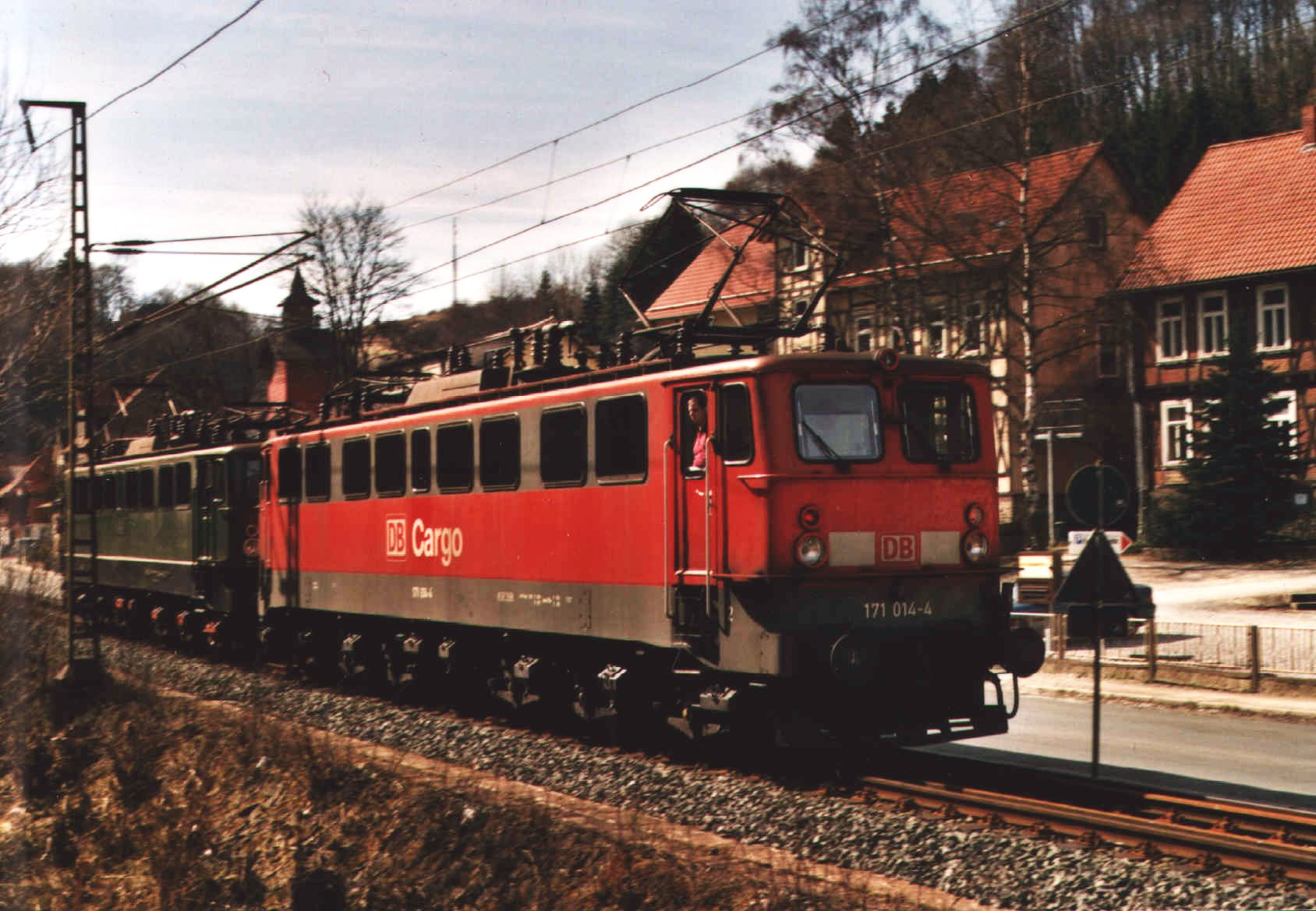
Lokomotiven 171 014 und E 251 002 in Rübeland
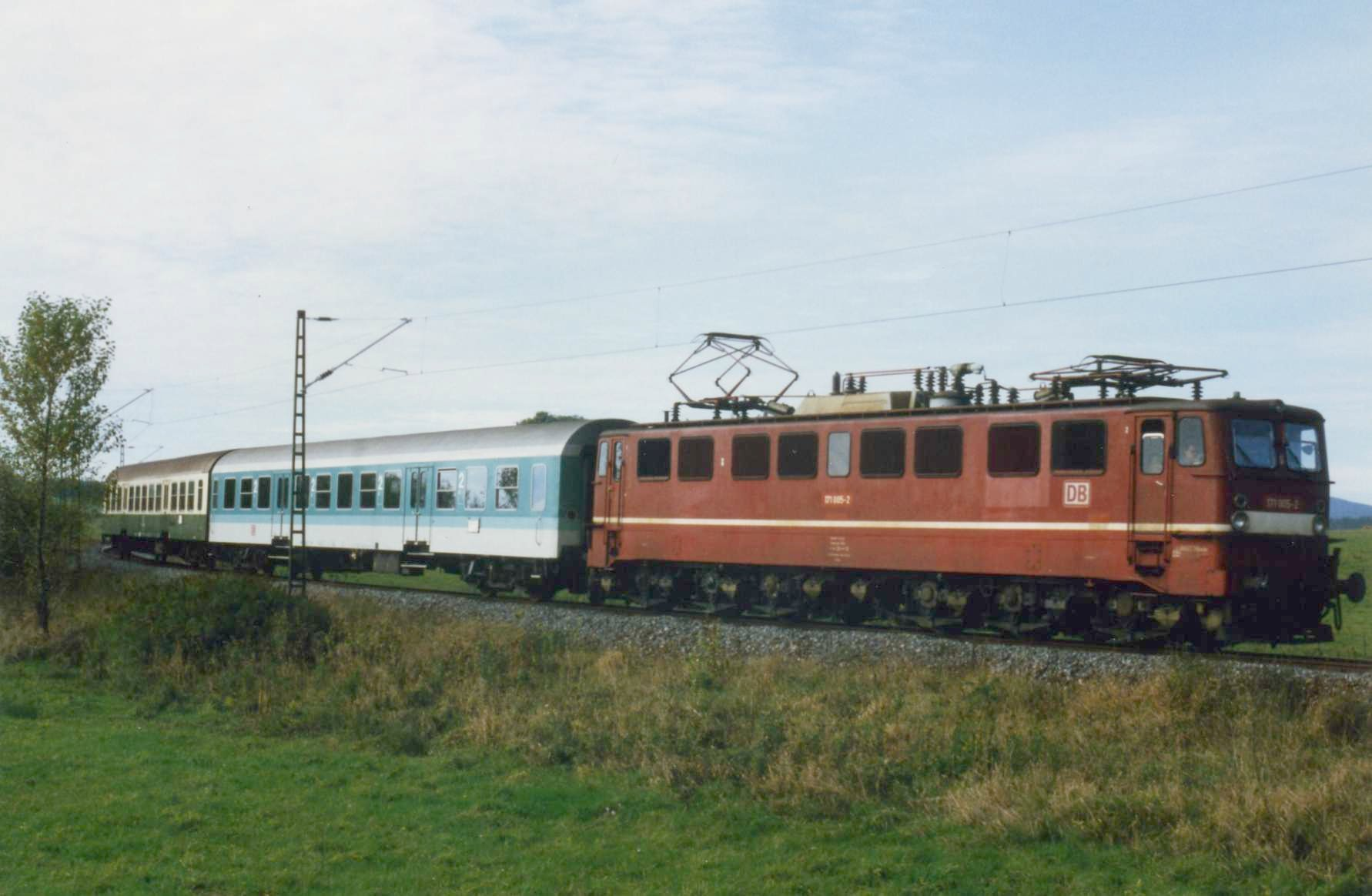
171 005 (1995)
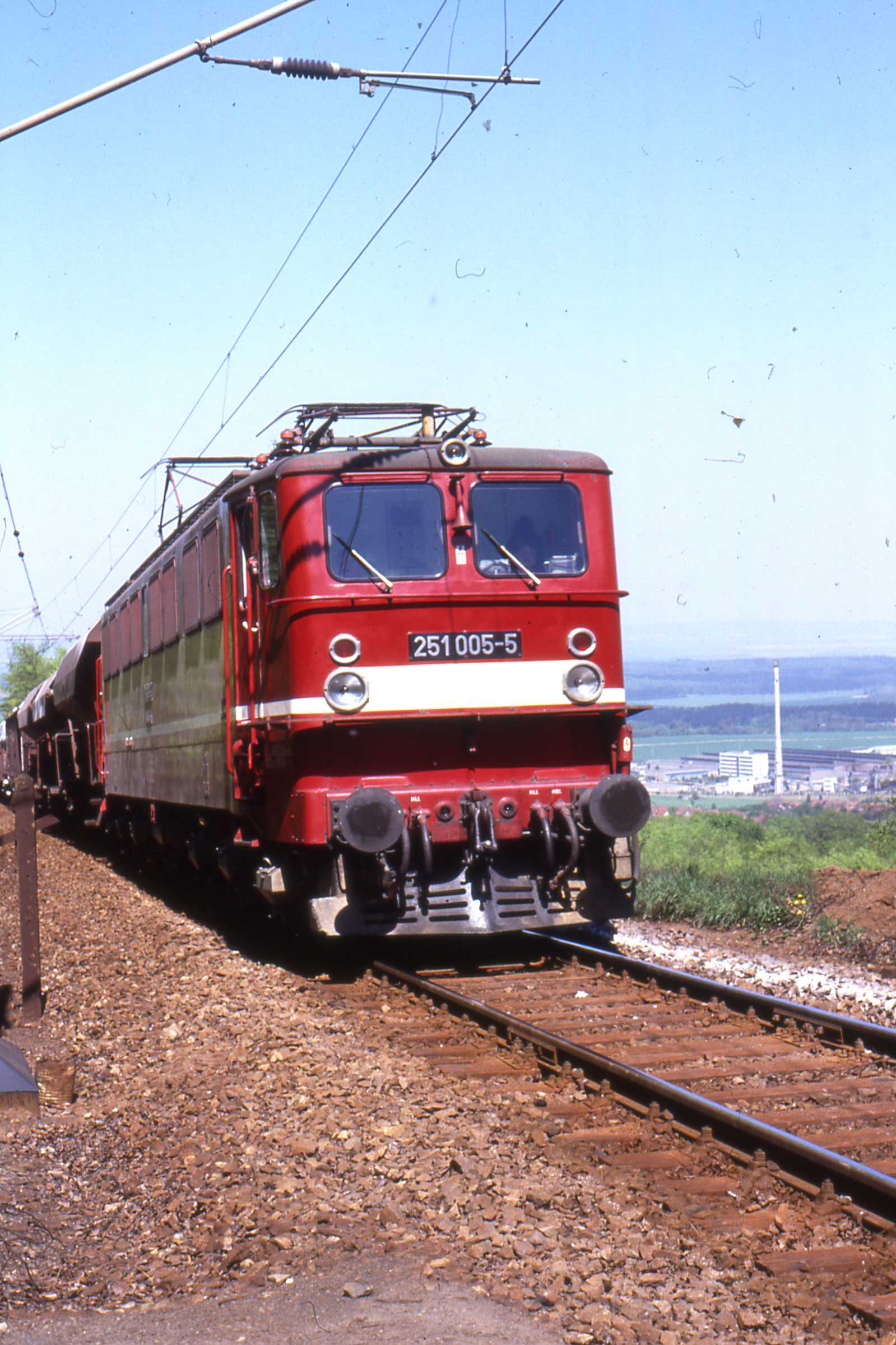
251 005 im Mai 1990
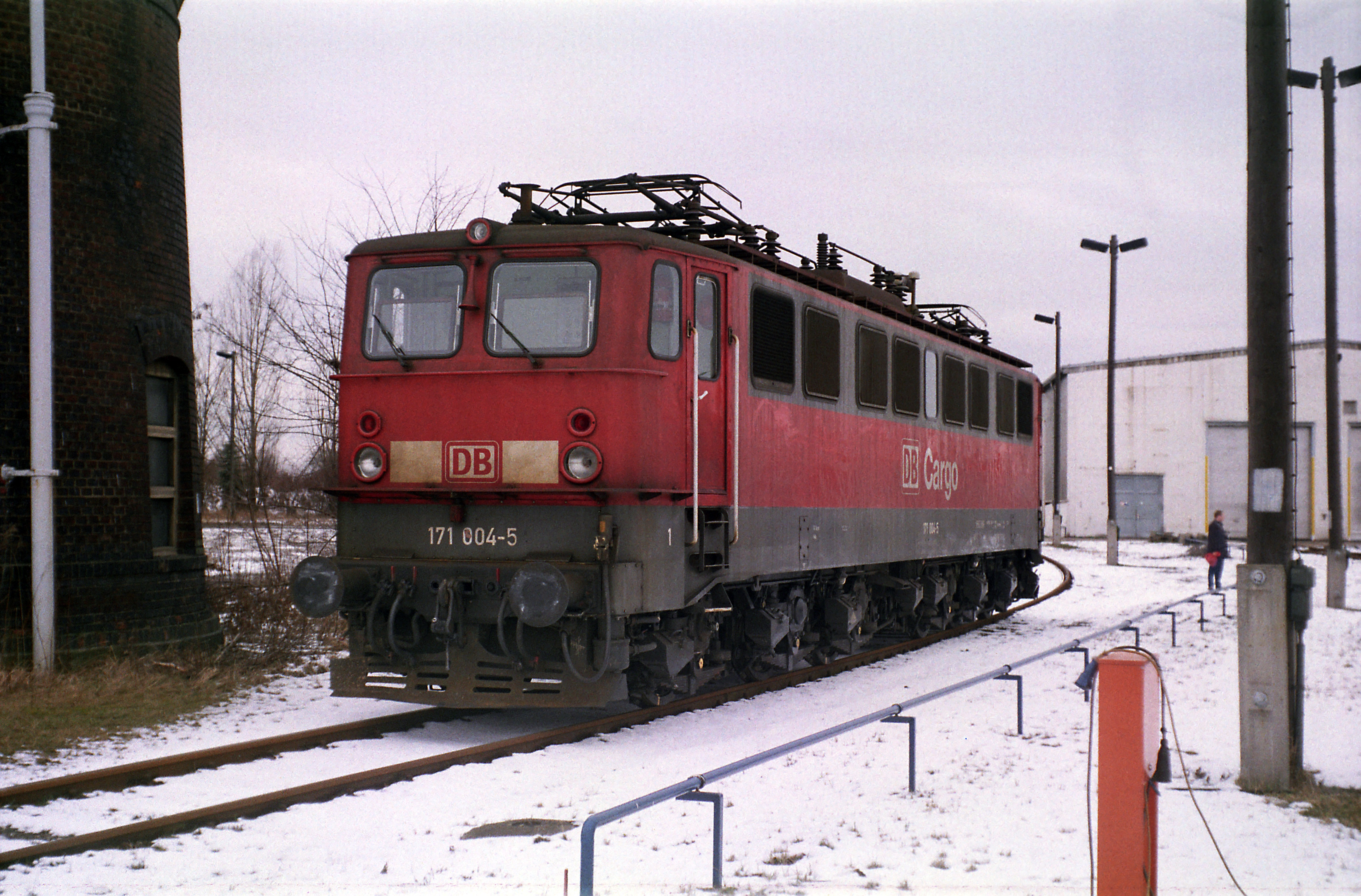
171 004 im letzten Anstrich, Bw Engelsdorf (2010)